# Agus de Vannes
Agus est un ecclésiastique armoricain qui fut évêque de Vannes à la fin du VIIIe siècle.

## Contexte
Selon L'Histoire chronologique des evesques de tous les diocèses de Bretagne qui fait suite à L'Histoire généalogique de plusieurs maisons illustres de Bretagne...  d'Augustin du Paz,  Ago, ou Agus en latin, fut le 29e évêque de Vannes comme successeur d'un certain « Moruannus » et le prédécesseur d'« Isaac ». D'après cet auteur, il « vivoit du temps de Charlemagne ». 
La Gallia Christiana le considère comme le XIIIe évêque, prédécesseur d'Issac. Enfin, selon la Liste chronologique des Évêques du diocèse de Vannes de l'Église catholique qui le situe vers 780-790, il succède à un certain Luethuarn.

## Sources
- (la) Jean-Barthélemy Hauréau, Gallia Christiana, vol. XIV Provincia Turonensi, Paris, Firmin-Didot, 1856, p. 919 Ecclesia Venentesis XIII Agus
- Jean-Marie Le Méné, « Les évêques de Vannes », Nantes, Revue de Bretagne et de Vendée (sous la direction d'Arthur de la Borderie), 1865 (1er semestre), p. 169-200